# Drooggemaakte Polder aan de Westzijde te Aarlanderveen
De Drooggemaakte Polder aan de Westzijde te Aarlanderveen is een polder en voormalig waterschap in de Nederlandse provincie Zuid-Holland, in de gemeente Aarlanderveen (na 1918 Alphen aan den Rijn). De polder is ongeveer 500 ha groot. De Put is 125 ha en het andere gedeelte 375 ha groot. De Put ligt op 5,40 m min NAP en het andere gedeelte op 4,45 min NAP.
Het waterschap was verantwoordelijk voor de vervening, drooglegging (gereed in 1788) en de waterhuishouding in de gelijknamige polder.
De molens van de Molenviergang Aarlanderveen bemalen het poldergebied nog steeds geheel op windkracht. Als het nodig is worden de elektrische hulpgemalen, die stammen uit 1994, ingezet zoals bij windstilte of als een van de molens buiten gebruik is. Dit is een inmiddels unieke gang van zaken.

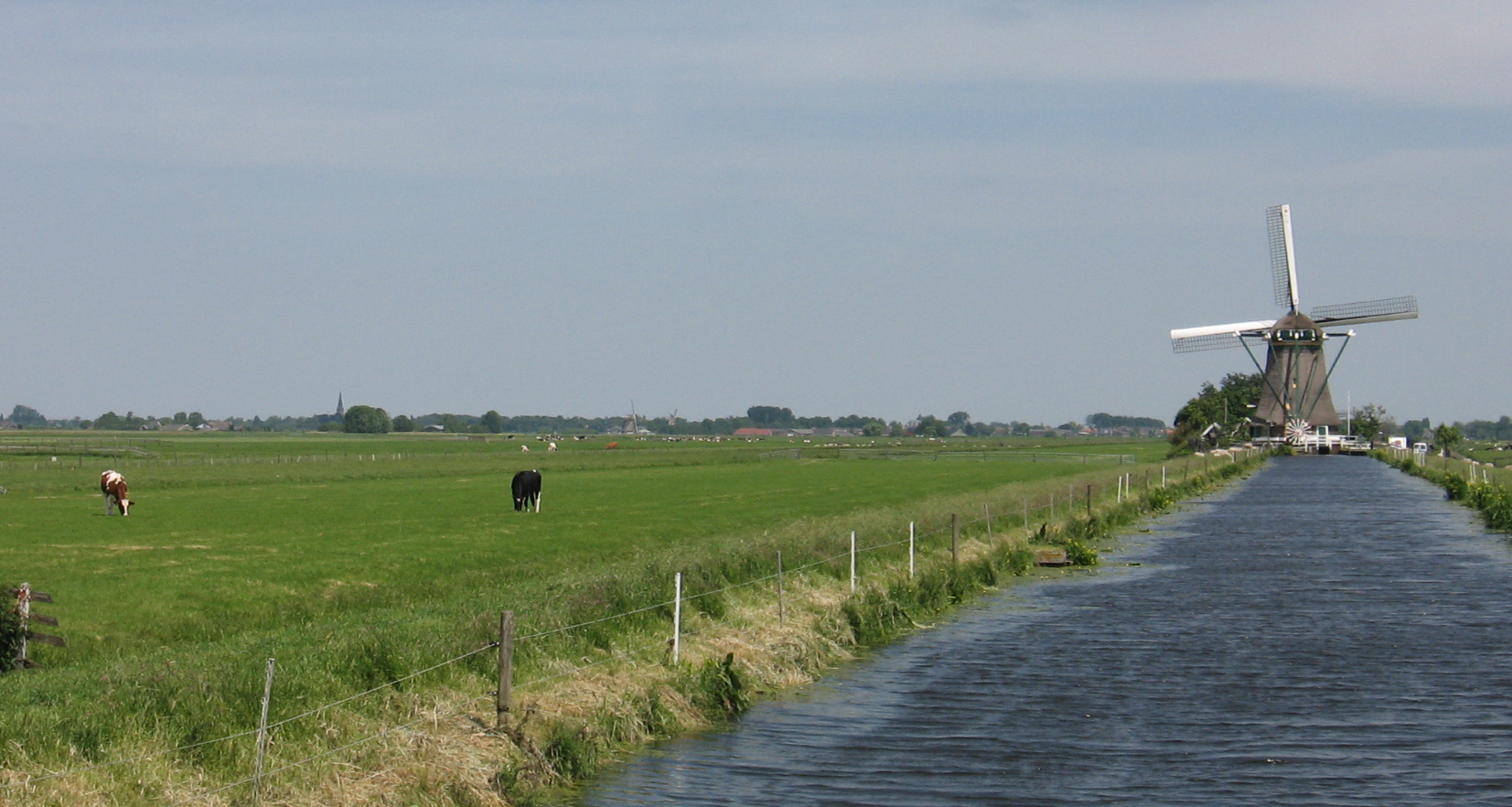
De polder met molen no 3